# حرب الاستقلال الإسكتلندية الأولى
حرب الاستقلال الاسكتلندية الأولى كانت الحرب الأولى في سلسلة من الحروب بين القوات الإنجليزية والقوات الاسكتلندية. دامت هذه الحرب منذ الغزو الإنجليزي لاسكتلندا في عام 1296 وحتى الاستعادة القانونية للاستقلال الإسكتلندي من خلال معاهدة إدنبره–نورثامبتون في عام 1328. حدث الاستقلال الفعلي في عام 1314 في معركة بانوكبورن. اندلعت الحروب بسبب الملوك الإنجليز الذين حاولوا بسط سيطرتهم على اسكتلندا بينما حارب الاسكتلنديون لإبقاء الحكم والسلطة الإنجليزيَّين بعيدَين عن اسكتلندا.
لم يكن مصطلح «حرب الاستقلال» موجودًا في ذلك الوقت. مُنحت الحرب هذا الاسم بأثر رجعي بعد عدة قرون، وذلك بعد أن جعلت حرب الاستقلال الأمريكية هذا المصطلح شائعًا.

## خلفية
عندما حكم الملك ألكسندر الثالث اسكتلندا، شهد عهده فترة من السلام والاستقرار الاقتصادي. ولكن، في تاريخ 19 مارس عام 1286، توفي ألكسندر بعد أن وقع عن حصانه. كانت حفيدة ألكسندر، مارغريت، سيدة النرويج، وريثة العرش. ولأنها كانت ما تزال صغيرة وموجودة في النرويج، شكل اللوردات الاسكتلنديون حكومة من الأوصياء. مرضت مارغريت في رحلتها إلى اسكتلندا وتوفيت في أوركني بتاريخ 26 سبتمبر عام 1290. أدى الافتقار إلى وجود وريث واضح إلى فترة عُرفت باسم المتنافسين على عرش اسكتلندا أو «القضية الكبرى»، إذ طالبت العديد من العائلات بالعرش.
مع التهديد بانحدار اسكتلندا إلى حرب أهلية، دعا نبلاء اسكتلندا ملكَ إنجلترا إدوارد الأول ليفصل في النزاع. قبل أن تبدأ العملية، أصر أن يعترف به جميع المتخاصمين على أنه اللورد بارامونت الإسكتلندي. في بدايات شهر نوفمبر من عام 1292، في محكمة إقطاعية كبيرة عُقدت في قلعة بيرويك-أبون-توِيد، كان قرار المحكمة لصالح جون باليول إذ كان يمتلك أقوى ادعاء في القانون.
بدأ إدوارد بإلغاء أحكام اللوردات الاسكتلنديين بل واستدعى الملك جون باليول ليقف أمام المحكمة الإنجليزية بصفته مُدعيًا مشتركًا. كان جون ملكًا ضعيفًا، معروفًا باسم «توم تابارد» أو «المعطف الفارغ». تنازل جون عن بيعته في شهر مارس من عام 1296.
غزا إدوارد اسكتلندا في الشهر نفسه، واقتحم قلعة بيرويك-أبون-تويد، ونهب المدينة الحدودية الاسكتلندية آنذاك. في شهر أبريل، هُزم الاسكتلنديون في معركة دنبار في شرقي لوثيان وَهزَمهم في معركة فالكيرك. بحلول شهر يوليو، أجبر إدوارد جون على التنازل عن العرش. أعطى إدوارد تعليمات لضباطه تنص على تلقي بيعة رسمية من 1,800 نبيل اسكتلندي تقريبًا (كان العديد منهم سجناء حرب في ذلك الوقت).

## أندرو موراي ووليام والاس

### ظهور موراي ووالاس
كان هناك استياء واضطراب على نطاق واسع في جميع أنحاء اسكتلندا بعد أن بسط التاج الإنجليزي سيطرته على اسكتلندا. كانت أعمال المعارضة موجهةً نحو المسؤولين الإنجليز المحليين. في عام 1297، انفجرت في البلاد ثورة مفتوحة. ظهر آندرو دي موراي ووليام والاس ليكونا أول الوطنيين الاسكتلنديين البارزين.
كان آندرو دي موراي ابن أحد مالكي الأراضي الشماليين، السير آندرو دي موراي البيتيّ. مُني كل من آندرو ووالده بالهزيمة بعد معركة دانبار في شهر أبريل من عام 1296. في البداية، احتُجز آندرو الأصغر رهينةً في قلعة تشيستر على الحدود الإنجليزية الويلشية، والتي هرب منها خلال شتاء 1296-1297. عاد إلى قلعة والده في أفوتش على الشاطئ الشمالي لنهر موراي فيرث، حيث رفع رايته باسم ملك اسكتلندا جون باليول. جمع موراي بسرعة مجموعة من الوطنيين المتشابهين في تفكيرهم واستخدم تكتيكات حرب العصابات، وبدأ بمهاجمة وتدمير كل قلعة إنجليزية محمية من بانف إلى إنفيرنس. سرعان ما تمردت مقاطعة موراي كاملةً ضد رجال الملك إدوارد الأول، وقبل فترة طويلة كان موراي قد أمّن موراي، وتركه حرًا بتحويل انتباهه إلى باقي شمال شرق اسكتلندا.
برز وليام والاس في شهر مايو من عام 1297، عندما قتل السير وليام هاسيلريغ، العمدة الإنجليزي للانارك، وأفرادًا من قوات حمايته في لانارك. من المحتمل أن السير ريتشارد لوندي قد ساعد في الهجوم. عندما انتشرت أخبار هجوم والاس على الإنجليز عبر اسكتلندا، احتشد الرجال إلى جانبه. كان المتمردون مدعومين من قبل روبرت ويشارت، أسقف غلاسكو، الذي كان يتوق إلى هزيمة الإنجليز. أعطت مباركة ويشارت والاس وجنوده درجةً من الاحترام بين الناس. سابقًا، كان النبلاء الاسكتلنديون يعتبرونهم مجرد خارجين عن القانون. سرعان ما انضم إليه السير وليام دوغلاس وآخرون.
في أوائل شهر يونيو، خطط والاس ودوغلاس لضربة رمزية لتحرير سكون، وهي مقر كبير القضاة الإنكليزي المُعين في اسكتلندا وليام دي أورمسبي. انطلق أورميسبي ينشر العدالة الإنجليزية من سكون، التي تُعد موقعًا مقدسًا بالنسبة إلى الاسكتلنديين. حُذر أورميسبي من هجوم والاس الوشيك وهرب على عجل.
على الرغم من التزام إدوارد الأول بمناسبات في فرنسا، فقد أرسل قوة من المشاة والفرسان بقيادة السير هنري بيرسي والسير روبرت كليفورد لحل «المشكلة الاسكتلندية» عندما سمع عن بدء انتفاضة أرستقراطية. عند تلقي إدوارد تقارير تفيد بأن السير وليام دوغلاس قد انشق عن المتمردين، أرسل روبرت بروس، إيرل كاريك، إلى جانب أتباع والده في أندالز لمهاجمة معقل دوغلاس في لاناركشاير. في أثناء سفره شمالًا لمواجهة دوغلاس، بدأ بروس يفكر أين تكمن ولاءاته بالفعل. قرر متابعة القضية الاسكتلندية، واقتُبس منه قوله: «ليس هنالك رجل يكره من هو من لحمه ودمه، وأنا لست استثناءً. يجب أن أنضم إلى شعبي وإلى الأمة التي وُلدت فيها».[بحاجة لمصدر]
ضم اتحاد الرجال الذي انضم إليه بروس كلًا من جيمس ستيوارد، وروبرت ويشارت، والأسقف غلاسغو، ووليام دوغلاس. اندلع الخلاف في المعسكر الإسكتلندي عندما التقى الجيشان الإنجليزي والإسكتلندي في سوليو في عام 1297 بالقرب من إيرفين. يبدو أن الثورة الأرستقراطية قد انتهت قبل أن تبدأ حتى، لكن قادتها قادوا مفاوضات طويلة وعقيمة. قيل إن هذه الحركة كانت حركةً مقصودة من أجل توفير المكان والوقت لوالاس لتجنيد الرجال وتدريبهم. افترض بيرسي وكليفورد أن هذه كانت نهاية المشكلة وعادا أدراجهما إلى الجنوب، ليتبعهما مرة أخرى والاس وموراي. قسم هذان الاثنان قواتهما وسيطرا مرة أخرى على الجنوب الإنجليزي في فورث خلال فترة قصيرة، تاركين لهم قلعة دندي فقط.
في أثناء محاصرة قلعة داندي، سمع والاس أن جيشًا إنجليزيًا كان يتقدم مجددًا باتجاه الشمال، وهذه المرة بقيادة جون دي وارين، إيرل ساري. وضع والاس قادة بلدة داندي مسؤولين عن حصار القلعة وتحرك لإيقاف تقدم الجيش الإنجليزي. نشر والاس وموراي قواتهما التي دمجاها معًا على هضبات أوشيل المطلة على الجسر الذي يعبر نهر فورث في ستيرلينغ، واستعدا لمواجهة الإنجليز في مَعْرَكة جِسْر ستِيرليِنغ.
في ذلك الحين، كان كل من والاس وموراي في نهاية العشرينيات من العمر، ولم يكن باستطاعة أي منهما الادعاء أنه من الأبطال الوطنيين الاسكتلنديين. في حين استسلم بعض النبلاء الاسكتلنديين لمطالب الإنجليز بالولاء (مع استمرار دعم القضية الاسكتلندية)، بقيت قوات والاس مكرسة بشكل كامل للنضال من أجل الاستقلال الإسكتلندي.